# Apatura takanonis
Apatura takanonis är en fjärilsart som beskrevs av Matsumura 1919. Apatura takanonis ingår i släktet Apatura och familjen praktfjärilar. Inga underarter finns listade i Catalogue of Life.